# Đồng hồ nhiều kim

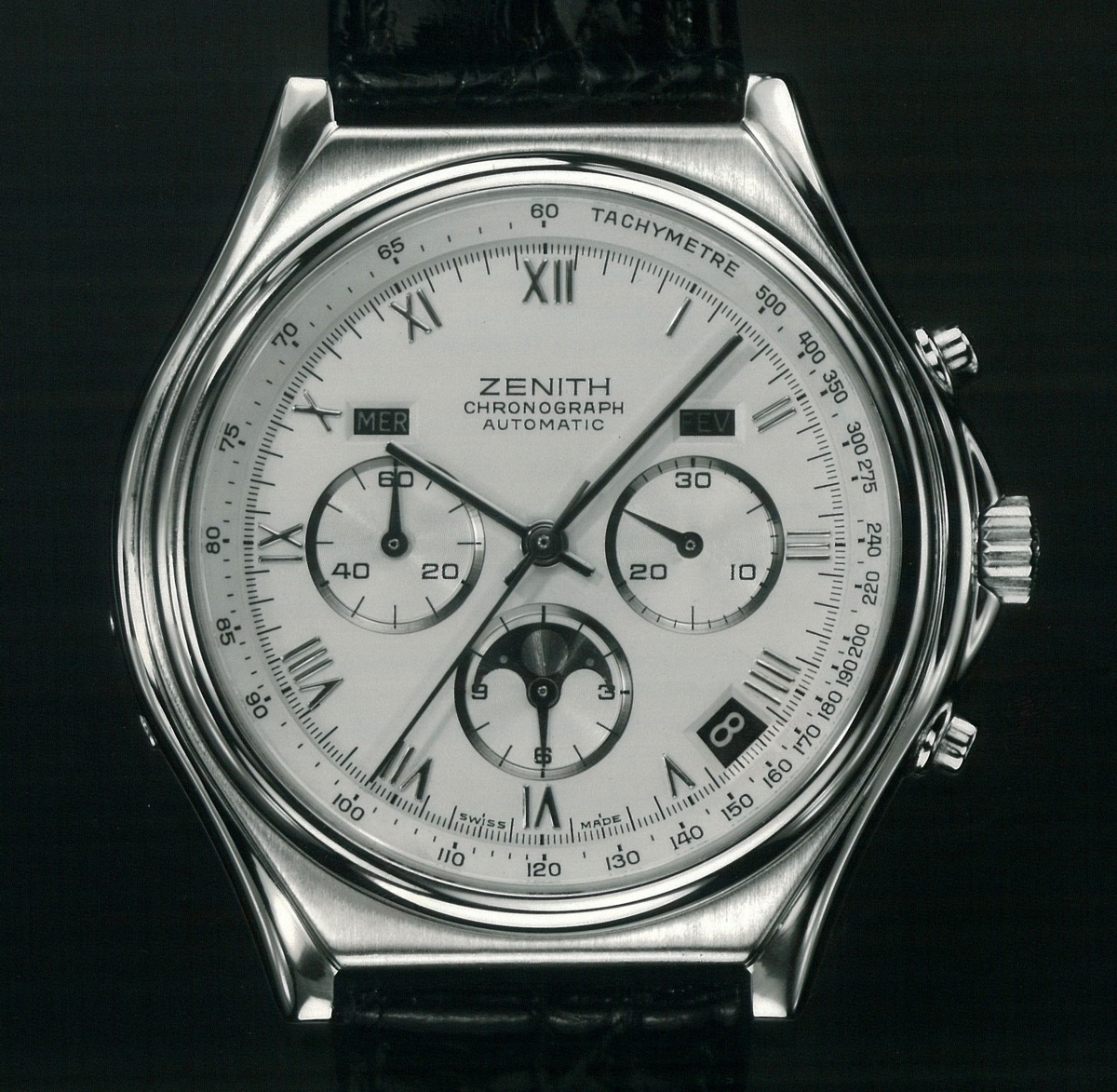
Một loại đồng hồ nhiều kim kết hợp cả trăng sao.

Đồng hồ nhiều kim (tiếng Anh: Chronograph watch) là loại đồng hồ ngoài chức năng chỉ giờ, còn kết hợp thêm các kim có chức năng đo đếm đồng hồ trên cùng một mặt đồng hồ. Ngoài ra, đồng hồ nhiều kim còn có thể có thêm chức năng chỉ ngày, chỉ thứ hay một số loại cao cấp còn có cả chức năng lịch vạn niên. Người đầu tiên chế tạo ra đồng hồ nhiều kim là ông Louis Moinet, thợ đồng hồ của vua Louis XVIII. Về sau đồng hồ nhiều kim được sử dụng rất rộng rãi trong ngành quân sự, đặc biệt là ở trong pháo binh để canh thời gian bắn pháo.